# Reinhold Otto Werner
Reinhold Otto Werner  (* 29. März 1947 in Regen; † 11. November 2015 in Augsburg) war ein deutscher Romanist, Hispanist und Lexikograf.

## Leben und Werk
Reinhold Werner besuchte das Humanistische Gymnasium in Passau. Er studierte Romanistik und Slavistik in München, Madrid und Salzburg und wurde 1974 an der Universität Salzburg promoviert mit der Dissertation Das slawische Element in der Sprache der ältesten rumänischen Inschriften (ungedruckt). Ab 1975 war er an der Universität Augsburg Assistent des Hispanisten Günther Haensch (1923–2018). Von 1982 bis 1991 war er (unter dem Vorstand Franz Josef Hausmann) Geschäftsführer des Sprachenzentrums der Universität Erlangen-Nürnberg. 1990 habilitierte er sich dort mit der Schrift Amerikanismenwörterbücher des Spanischen und Wörterbücher des Spanischen Amerikas. Spezifische Probleme der Auswahl und Darbietung lexikographischer Information (unveröffentlicht). Von 1991 bis zu seinem Tod lehrte er als Ordinarius für Angewandte Sprachwissenschaft (sowie Leiter des Sprachenzentrums) an der Universität Augsburg (zuletzt als Lehrstuhlvertreter). Zusammen mit und in der Nachfolge von Günther Haensch sorgte Werner für die Erneuerung und Emanzipation der lateinamerikanischen Lexikografie. Werner war seit 1996 Mitherausgeber der Zeitschrift Lebende Sprachen und seit 2003 Vorstand des Bukowina-Instituts an der Universität Augsburg. Er war Ehrendoktor der Staatlichen Geisteswissenschaftlichen Universität des Fernen Ostens in Chabarowsk.

## Schriften

### Wörterbücher
- (mit Günther Haensch) Nuevo diccionario de colombianismos, Santafé de Bogotá, Instituto Caro y Cuervo, 1993, LV + 496 Seiten.
- (mit Günther Haensch) Nuevo diccionario de argentinismos, Santafé de Bogotá, Instituto Caro y Cuervo, 1993, LXVII + 708 Seiten.
- (mit Günther Haensch) Nuevo diccionario de uruguayismos, Santafé de Bogotá, Instituto Caro y Cuervo, 1993, LVI + 466 Seiten.
- (mit Gisela Cárdenas Molina, und Antonia María Tristá Pérez) Diccionario del español de Cuba. Español de Cuba – español de España, Madrid, Gredos 2000, 2003, LVIII + 606 Seiten.
- (Hrsg.) Diccionario del español de Argentina. Español de Argentina – español de España,  Madrid, Gredos, 2000, 2003, LI + 729 Seiten.
- (mit Carlos Coello Vila) Diccionario del español de Bolivia. Español de Bolivia – español de España, (Redaktion abgeschlossen, 15 000 Artikel).
- (mit Fernando Miño-Garcés) Diccionario del español de Ecuador. Español de Ecuador – español de España (in Arbeit, 12 000 Artikel).
- (mit José Carlos Huisa Téllez) Diccionario del español del Perú. Español del Perú – español de España (in Arbeit).

### Weitere Werke
- (Hrsg.) Sprachkontakte. Zur gegenseitigen Beeinflussung romanischer und nicht-romanischer Sprachen, Tübingen,  G. Narr, 1980.
- (mit Günther Haensch, Stefan Ettinger und Lothar Wolf), La Lexicografía. De la lingüística teórica a la lexicografía práctica, Madrid, Gredos, 1982.
- (Hrsg. mit  María Teresa Fuentes Morán) Lexicografías iberorrománicas. Problemas, propuestas y proyectos, Frankfurt am Main, Vervuert, 1998.
- (Hrsg. mit María Teresa Fuentes Morán) Diccionarios. Textos con pasado y futuro, Frankfurt am Main, Vervuert, 2002.